# کلینت کپلا
کلینت دومبا کَپِلا (به انگلیسی: Clint N'Dumba-Capela) (زاده ۱۵ می ۱۹۹۴) بازیکن حرفه‌ای سوئیسی در تیم هیوستون راکتس در اتحادیه ملی بسکتبال است.

## زندگی شخصی
کلاینت کاپلا دارای پدر و مادری از آنگولا و جمهوری کنگو است، او در ژنو سوئیس به دنیا آمد. خانواده اش مدتی بعد از تولد او از هم جدا شدند و مادرش او و برادرانش را بزرگ کرد. او ابتدا علاقه به فوتبال داشت ولی برادرش به او پیشنهاد داد تا به بسکتبال روی بیاورد زیرا در سن ۱۳ سالگی قامتی حدود ۱۹۰ سانتی‌متر داشت. او در ۱۵ سالگی اش به همراه تیم ملی بسکتبال نوجوانان سوئیس به مسابقات قهرمانی اروپا رفت و در آنجا استعداد او کشف شد و به تیم دبیرستان INSEP در فرانسه پیوست.

## سابقه حرفه‌ای

### Élan Chalon (2012–2014)
در سال ۲۰۱۲، کاپلا به تیم Élan Chalon حاضر در لیگ آ فرانسه پیوست. او در تاریخ ۱۲ آوریل ۲۰۱۴ در مسابقات Nike Hoop Summit شرکت کرد. یک ماه بعد برای درفت ۲۰۱۴ ان بی ای اعلام شد. در می ۲۰۱۴، او بهترین بازیکن جوان و بیشترین پیشرفت کنندهٔ لیگ آ فرانسه در فصل ۱۴–۲۰۱۳ اعلام شد.

### فصل ۱۵–۲۰۱۴
در تاریخ ۲۶ ژوئن ۲۰۱۴، کاپلا به عنوان پیک ۲۵ در درفت۲۰۱۴ ان بی ای توسط هیوستون راکتس انتخاب شد. در ۲۵ ژوئیه ۲۰۱۴ با هیوستون راکتس قرارداد بست. در تاریخ ۳۰ مارس ۲۰۱۵ کاپلا اولین امتیاز خود را در اتحادیه ملی بسکتبال ثبت کرد، او ۸ امتیاز و ریباند در روز شکست به تورنتو رپترز برای تیمش گرفت. در ۱۳ آپریل، او بهترین بازی خود در این فصل را با ۱۰ امتیاز و ۵ ریباند در روز پیروزی برابر شارلوت بابکتس انجام داد.
در زمان تازه کاریش در اتحادیه ملی بسکتبال، او به لیگ ترقی ان‌بی‌ای رفت. او پس از مصدومیت دوناتس موتیجوان دوباره به تیم اصلی برگشت و ۱۷ بازی در پلی اف انجام داد و میانگین ۳٫۴ امتیاز و ۷٫۵ دقیقه بازی را ثبت کرد.

### فصل ۱۶–۲۰۱۵
در ۶ نوامبر ۲۰۱۵، کاپلا اولین دابل دابل خود را با ۱۳ امتیاز و ۱۲ ریباند در روز پیروزی برابر ساکرامنتو کینگز ثبت کرد. در ۲۹ نوامبر در بازی ای که برابر نیویورک نیکس به وقت اضافه رفته بود، سومین دابل دابل خود را ثبت کرد و بیشترین امتیاز شخصی خود را به ۱۸ امتیاز ارتقا داد. او طی ال استار ان بی ای ۲۰۱۶، برای تیم جهان به میدان رفت. او در ۱۳ آپریل در آخرین بازی‌های فصل عادی رکورد شخصی ریباند خود را به ۱۷ ریباند برابر ساکرامنتو کینگز ارتقا داد.
او در این فصل ۷۷ بازی به میدان رفت و میانگین ۷ امتیاز و ۰٫۶ پاس منجر به گل و ۶٫۴ ریباند و۱٫۲ بلاک و ۰٫۸ توپ ربایی را در حضور ۱۹٫۱ دقیقه‌ای در هر بازی به ثبت رسانید.

### فصل ۱۷–۲۰۱۶
در ۱۹ نوامبر ۲۰۱۶، کاپلا رکورد امتیازات شخصی خود را به ۲۰ امتیاز رساند در روزی که ۱۱۱–۱۰۲ برابر یوتا جاز به پیروزی رسیدند. در تاریخ ۱۹ دسامبر ۲۰۱۶ او مصدوم شد و برای ۶ هفته خانه‌نشین شد. او در تاریخ ۱۷ ژانویه ۲۰۱۷ بعد از ازدست دادن ۱۵ بازی به تیم بازگشت، او در ۹ دقیقه بازی ای که برابر میامی هیت انجام داد امتیازی نگرفت.

### فصل ۱۸–۲۰۱۷
در ۱۸ اکتبر ۲۰۱۷، کپلا ۲۲ امتیاز و ۱۷ ریباند (بالاترین رکورد شخصی) در روز پیروزی ۱۰۵–۱۰۰ مقابل ساکرامنتو کینگز کسب کرد. هفت روز بعد، او ۱۶ امتیاز و ۲۰ ریباند (بالاترین رکورد شخصی) در روز پیروزی ۱۰۵–۱۰۴ مقابل فیلادلفیا سونتی سیکسرز به دست آورد. در ۱۱ دسامبر ۲۰۱۷، او ۲۸ امتیاز (بالاترین رکورد شخصی) کسب کرد تا سبب پیروزی ۱۳۰–۱۲۳ هیوستون راکتس بر نیو اورلاندو پلیکانز شود. در ۱۸ دسامبر ۲۰۱۷ او ۲۴ امتیاز و ۲۰ ریباند مقابل یوتا جاز گرفت.

### فصل ۱۹–۲۰۱۸
او ۲۷ ژوئیه با قراردادی پنج ساله به ارزش ۹۰ میلیون دلار با راکتس تمدید کرد. او در پنجم نوامبر در روز پیروزی ۹۸–۹۴ مقابل ایندیانا پیسرز ۱۸ امتیاز و ۱۰ ریباند کسب کرد که ششمین دابل دابل متوالی اش بود که این روند بهترین در دوران بازیگری اش بود. کلینت در ۷ ژانویه ۳۱ امتیاز مقابل دنور ناگتس کسب کرد که بیشترین امتیاز کسب شده توسط او در فصل عادی بود. او در ماه مارس رکورد جدیدی برای خودش ثبت کرد و ۱۲ بازی متوالی تعداد ریباندش را دو رقمی کرد.

## سابقه ملی
در اوت ۲۰۱۳، کاپلا برای تیم ملی بسکتبال سوئیس در مسابقات انتخابی بسکتبال اروپا ۲۰۱۵شرکت کرد.